# Złotoryja
Złotoryja (en allemand : Goldberg in Schlesien) est une ville polonaise, siège du powiat de Złotoryja, en voïvodie de Basse-Silésie. Elle fut longtemps réputée pour ses mines d'or.

## Géographie
Złotoryja se dresse dans la région historique de Basse-Silésie, sur la rive droite de la Kaczawa, à environ 20 km au sud-ouest de Legnica. Cette ville est rattachée à l’eurorégion Neiße. Elle se trouve aux confins de la plaine de Silésie et des Sudètes. Au sud, la ville est bornée par le massif de Bóbr-Kaczawa, promontoire des monts des Géants.

## Histoire

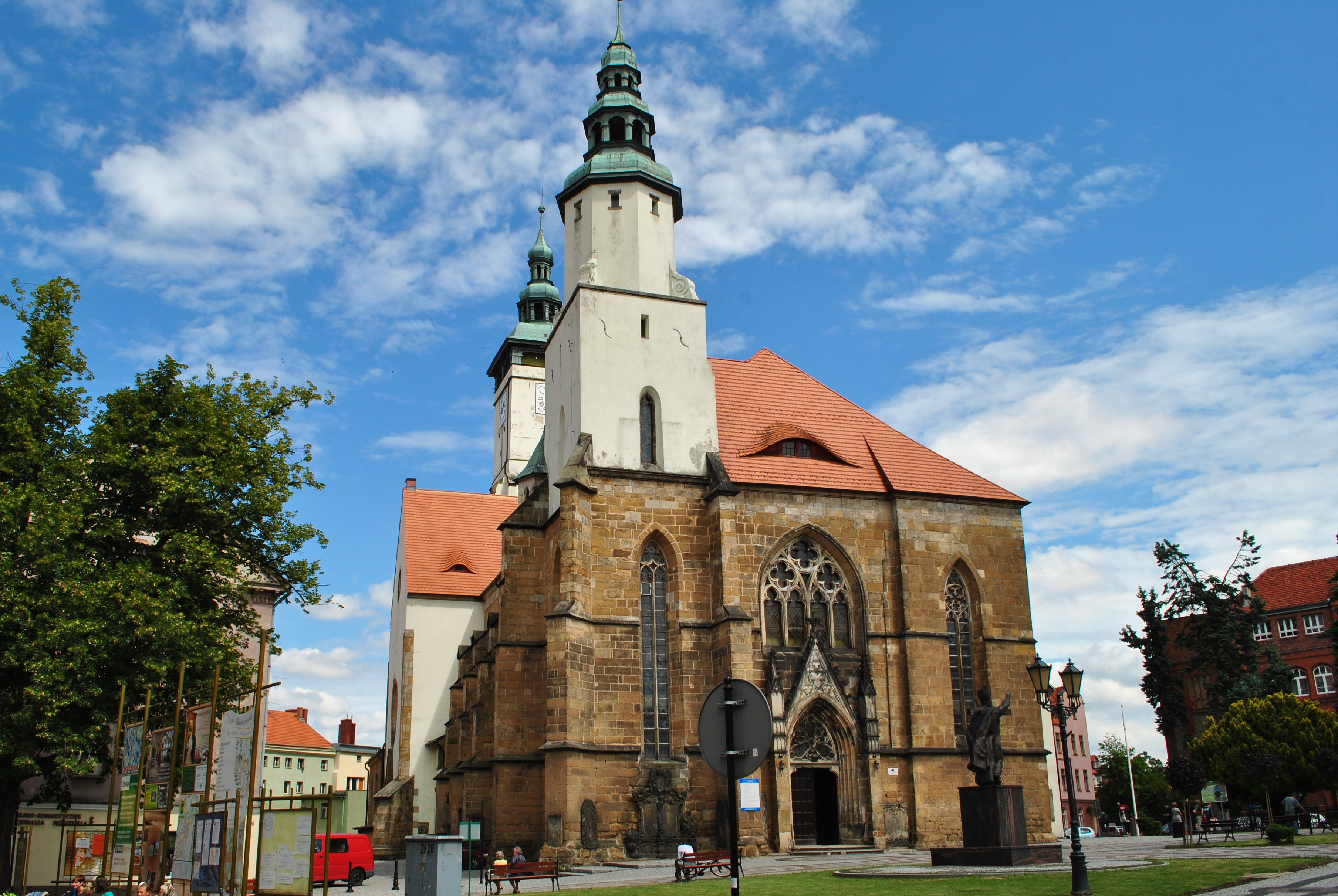
Église Sainte-Marie.

Goldberg était la plus ancienne ville de droit allemand implantée dans le duché de Silésie : c'est en 1211 que le duc Henri Ier le Barbu, souverain de la lignée des Piast de Silésie qui devint princeps de Pologne en 1232, lui octroya le droit de Magdebourg. Dès le XIIe siècle, on découvrit des paillettes d'or dans l'ancien lit de la Kaczawa. C'est ainsi que la ville prit son nom de « Mont d'Or ». Vers l'an 1244, un monastère franciscain y a été fondé ; il a perduré jusqu'à la Réforme protestante au XVIe siècle.
Au début du XIVe siècle, en réaction aux ambitions hégémoniques de la Pologne réunifiée, plusieurs princes de la lignée des Piast se mirent sous la suzeraineté du roi Jean de Bohême, ce que fit aussi en 1329 la région de Goldberg. Le traité de Trenčín signé en 1335 a initié le transfert de la suzeraineté sur l'ancienne province polonaise de Silésie au royaume de Bohême, mais ce n'est qu'en 1348 que le roi Charles IV, fils de Jean, la rattacha aux pays de la couronne de Bohême. La Silésie devenait ainsi une terre du Saint-Empire romain, d'abord sous le règne des empereurs de la maison de Luxembourg puis, à partir de 1526, des Habsbourg. 

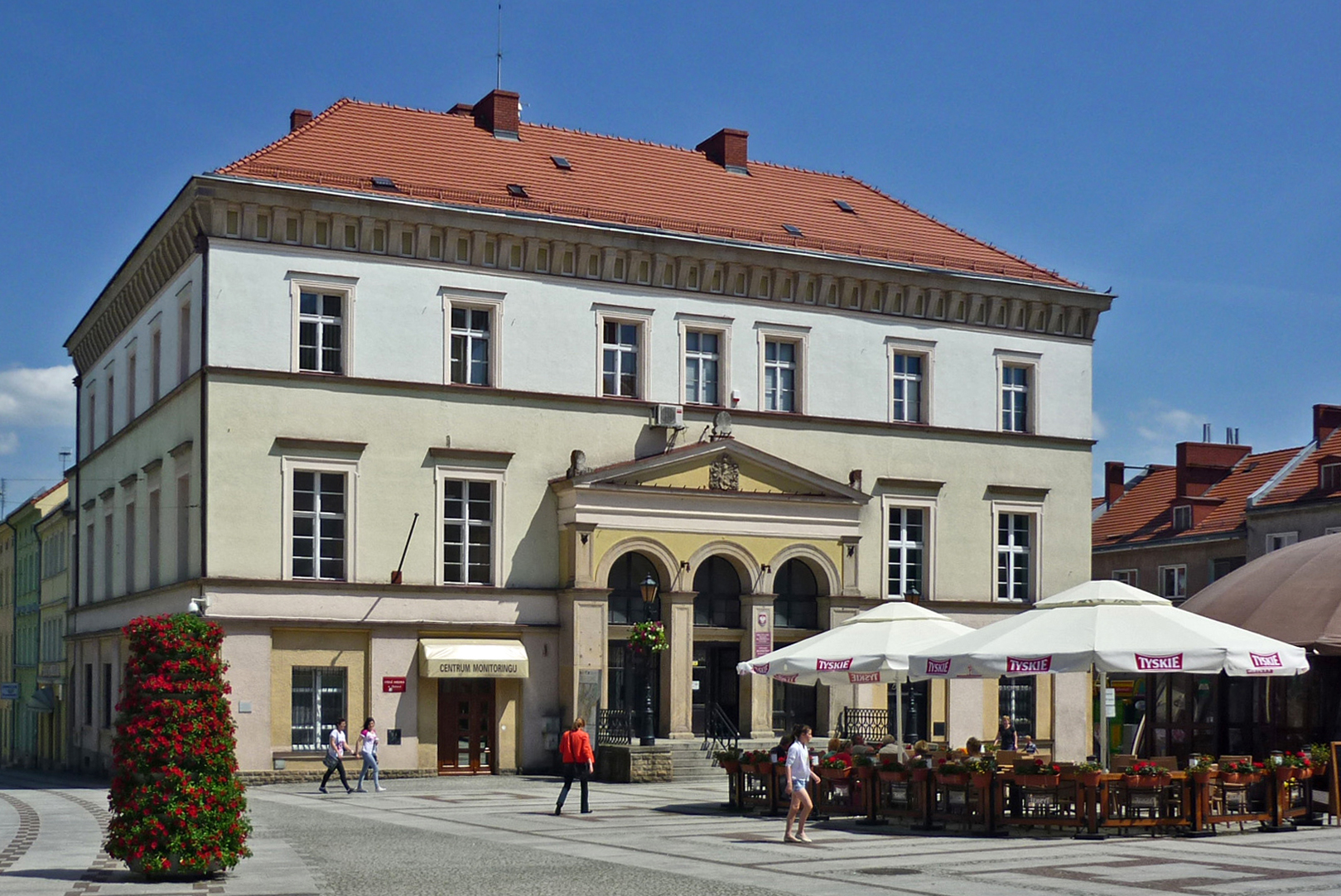
Hôtel de ville.

Goldberg était alors une ville considérable, à la fois sur le plan économique et culturel : ainsi, le jeune Albrecht von Wallenstein y fréquenta l'école latine protestante fondée par le duc Frédéric II de Legnica. Au terme de la première guerre de Silésie, en 1742, Goldberg et la plus grande partie de la Silésie fut détachée de la couronne de Bohême pour devenir un fief du royaume de Prusse. 
Durant les guerres napoléoniennes, il s'y déroule l'un des épisodes de la campagne d'Allemagne : la bataille de Goldberg. Après le congrès de Vienne, Goldberg devient le chef-lieu de l'arrondissement de Goldberg dans le district de Liegnitz au sein de la Silésie prussienne. De 1871 jusqu'à la fin de la Seconde Guerre mondiale, elle fut allemande. Vers la fin de la guerre, la ville est occupée par l'Armée rouge.
Ainsi que le prévoit l'accord de Potsdam, l'Union soviétique rattacha la Silésie avec Goldberg à la république de Pologne. La population allemande qui n'avait pas fui l'avancée russe fut expulsée vers l'Ouest.

## Jumelages
La ville de Złotoryja est jumelée avec :
- Mimoň (Tchéquie)
- Pulsnitz (Allemagne)
- Solingen (Allemagne)
- Westerburg (Allemagne)

## Personnalités liées à la ville
- Daniel Tilenus (1563-1633), théologien protestant ;
- Conrad Engelbert Oelsner (1764-1828), homme politique et journaliste ;
- Robert von der Goltz (1811-1855), homme politique ;
- Ernst Zinner (1886-1970), astronome et historien de l'astronomie ;
- Wilhelm Gliese (1915-1993), astronome ;
- Mariusz Szczygieł (né en 1966), journaliste et écrivain.